# Kastanie Limmerstraße
Die Kastanie Limmerstraße in Hannovers Stadtteil Linden wird als Naturdenkmal unter der Nummer ND-H 229 geführt. Nach seiner Art gehört der Baum zu den Gewöhnlichen Rosskastanien (Aesculus hippocastanum). Er steht zwar auf einem zur Limmerstraße gehörenden Grundstück, ist aber besonders von der Nedderfeldstraße aus zu sehen, weil der Hof zu dieser Straße ohne Häuserzeile ist.
Die Stadt Hannover hatte den Baum im Jahr 1984 unter der Nummer ND-HS 21 unter Schutz gestellt. Die nach dem Niedersächsischen Kommunalverfassungsgesetz inzwischen für die Aufgaben der unteren Naturschutzbehörde zuständige Region Hannover ordnete die Naturdenkmale für ihr Gebiet im Jahr 2010 neu, hob die bisherigen Verordnungen der Kommunen auf, erließ für die meisten der bisherigen Naturdenkmale eine neue (Sammel-)Verordnung und begründete die Unterschutzstellung dieses Baumes in der neuen Verordnung mit dieser Beschreibung:
Als einziger Großbaum der näheren Umgebung prägt der Baum den Straßenraum der Nedderfeldstraße.
und nannte als Schutzzweck
Die Kastanie ist wegen ihrer Größe selten und wegen ihrer Wuchsart von besonderer Schönheit.
Den Standort beschreibt die Verordnung:
Auf dem Hof des Hauses Limmerstraße 36,
nennt als Flurdaten
Hannover-Linden, Flur 2, Flurstück 2/48
und verwendet die Bezeichnung:
Kastanie Limmerstraße 36.
Im Frühjahr 2021 bietet sich dieses Bild: Der Baum ist nicht erkennbar in jüngerer Zeit baumpflegerisch behandelt worden. Er reicht weit über die Fahrbahn der Nedderfeldstraße und ist auch gut von der Limmerstraße aus zu sehen. An der Mauer zur Nedderfeldstraße findet sich in etwa 3 Meter Höhe ein Informationsschild mit diesem Text:
Kastanie (Aesculus hippocastanum), im Jahre 1902 gepflanzt, ca. 22 m hoch, Stammumfang 2,5 m, Kronenbreite 28 m. Zum Naturdenkmal erklärt am 17. Mai 1984. Stadt Hannover. Naturschutzbehörde. Langensalzastraße 17. 3000 Hannover 1. Ruf (0511) 168-3244.
Ausweislich der verwendeten Postleitzahl wurde das Schild vor 1993 angebracht. Auf dem Schild ist im linken Bereich ein grün umrandetes auf der Spitze stehendes dreieckiges Schild, das an Verkehrsschilder zum Beachten der Vorfahrt erinnert, mit einem stilisierten schwarzen Adler auf weißem Grund angebracht.